# ساغر عزیزی
مرضیه عزیزی که با نام ساغر عزیزی شناخته می‌شود (زادهٔ ۹ فروردین ماه ۱۳۵۶ در شیراز) بازیگر سینما، تلویزیون و تئاترِ ایرانی است. او در رشته تحصیلی سینما تحصیل کرده و با اولین فیلم خود در سال ۱۳۷۸ به‌طور حرفه‌ای پا به عرصه سینما گذاشت؛ و فعالیت تلویزیونی خود را با مجموعهٔ تلویزیونی معصومیت از دست رفته شروع کرد. وی در مجموعهٔ تلویزیونی معمای شاه در نقش فرح پهلوی ایفای نقش کرد.

## فیلم‌شناسی

### سینمایی
| سال  | فیلم                      | کارگردان       | نقش        |
| ۱۴۰۰ | گردنگیر                   | فرناز امینی    |            |
| ۱۳۹۷ | پیشونی‌سفید ۳              | جواد هاشمی     | اختاپوس    |
| ۱۳۹۶ | پیشونی‌سفید ۲              | جواد هاشمی     | اختاپوس    |
| ۱۳۹۵ | اختاپوس (آهوی پیشونی‌سفید) | جواد هاشمی     | اختاپوس    |
| ۱۳۹۱ | سیاه چاله                 | محمد خراط زاده |            |
| ۱۳۹۰ | آزمایشگاه                 | حمید امجد      |            |
| ۱۳۸۶ | سایه‌ها                    | حسین شهابی     |            |
| ۱۳۸۳ | ستیز با درون              | اصغر نصیری     |            |
| ۱۳۸۱ | عطش                       | حسین فرح بخش   |            |
| ۱۳۸۰ | تانازی                    | رحمان رضایی    |            |
| ۱۳۷۹ | رنگ شب                    | محمد علی سجادی | زن شیک پوش |

## مجموعه تلویزیونی
| سال  | مجموعه تلویزیونی             | کارگردان              | نقش         | توضیحات             |
| ۱۴۰۳ | سوجان                        | حسین تبریزی           | شهین        | شبکه ۱ ۶۵ قسمت      |
| ۱۴۰۰ | بچه مهندس ۴                  | احمد کاوری            | سایه        | شبکه ۲              |
| ۱۳۹۹ | شرم                          | احمد کاوری            | زن هاشم     | شبکه ۳              |
| ۱۳۹۸ | روزگار                       |                       |             | شبکه ۳ ۱۶ قسمت      |
| ۱۳۹۶ | سارق روح                     | احمد معظمی            | مادر پریناز | شبکه ۵ ۲۰ قسمت      |
| ۱۳۹۶ | لژیونر                       | مسعود آب پرور         | فروغ        | شبکه ۵ ۱۷ قسمت      |
| ۱۳۹۵ | تلاطم                        | وحید بیطرفان          | مهری        | شبکه ۵ ۱۰ قسمت      |
| ۱۳۹۵ | دیوار شیشه‌ای                 | احمد معظمی            |             | شبکه ۱ ۲۰ قسمت      |
| ۱۳۹۴ | معمای شاه                    | محمدرضا ورزی          | فرح دیبا    | شبکه ۱ ۹۵ قسمت      |
| ۱۳۹۱ | یلدا                         | حسن میر باقری         | آذر         | شبکه ۱ ۱۱ قسمت      |
| ۱۳۹۰ | شهر دقیانوس                  | مهرداد خوشبخت         |             | شبکه ۱ ۱۶ قسمت      |
| ۱۳۸۹ | تبریز در مه                  | محمدرضا ورزی          | مریم شیرازی | شبکه ۱ ۲۸ قسمت      |
| ۱۳۸۸ | سال‌های مشروطه                | محمدرضا ورزی          | عزت الدوله  | شبکه ۱ ۲۱ قسمت      |
| ۱۳۸۸ | شاید برای شما هم اتفاق بیفتد | امیرمسعود آقابابائیان | نازنین      | شبکه ۵ ۲۵۴ قسمت     |
| ۱۳۸۷ | کشف بزرگ                     | میترا منصوری          |             | شبکه جام جم ۲۶ قسمت |
| ۱۳۸۵ | آدمخوار                      | جواد مزدآبادی         |             | شبکه ۲ ۱۳ قسمت      |
| ۱۳۸۲ | معصومیت از دست رفته          | داوود میر باقری       | هلن         | شبکه ۳ ۱۶ قسمت      |

## تله فیلم
| سال  | فیلم | کارگردان   | توضیحات |
| ---- | ---- | ---------- | ------- |
| ۱۳۹۲ | نگین | احمد معظمی | شبکه ۵  |